# 小川修平
小川 修平（おがわ しゅうへい、1982年12月22日 - ）は日本の着物デザイナー。京都府京都市出身。元関西ジャニーズJr.。

## 来歴
1996年、13歳から関西ジャニーズJr.として活動し、引退後は染の庵たかはしにて着物デザインを学ぶ。
2007年、京都市伏見区醍醐御陵に自社「和風音（おふおん）」を設立。着物のデザインの他、企画・販売を行う。
2009年、伏見区醍醐和泉町にオリジナルブランド「OFFON/和風音」のショップをオープン。
2010年、山科区小野弓田町に「OFFON/和風音」のショップが移転。

## 出演

### バラエティ番組
- 堂本剛のDO-YA!
- カンジャニnight
- なんジャにカンジャニ
- めちゃ2イケてるッ!
- たむらけんじのぶっちゃ〜けBar（2019年10月21日「ファッションデザイナー回ゲスト」）

### 舞台
- ジャニーズファンタジー「kyotokyo」